# Gooik
Gooik este o comună în provincia Brabantul Flamand, în Flandra, una dintre cele trei regiuni ale Belgiei. Comuna este formată din localitățile Gooik, Kester, Leerbeek și Oetingen. Suprafața totală este de 39,70 km². Comuna Gooik este situată în zona flamandă vorbitoare de limba neerlandeză a Belgiei. La 1 ianuarie 2008 comuna avea o populație totală de 8.931 locuitori. 
1. ↑  Crossroad Bank of Enterprises, accesat în 30 iulie 2023